# Wukong (satélite)
O Observatório de Matéria Escura Wukong (em chinês:  悟空) ou Dark Matter Particle Explorer (DAMPE), é um satélite da ACC que foi lançado em 17 de Dezembro de 2015. O satélite foi lançado do Centro de Lançamento de Satélite de Jiuquan destinado, principalmente,  a captar sinais criados por fótons e elétrons, bem como raios cósmicos e as radiações gama. O satélite melhora o alcance e resolução de experimentos anteriores com matéria escura espaciais.